# Рингелманов ефекат
Рингелманов ефекат је тенденција да појединачни чланови групе постају све мање продуктивни како се величина њихове групе повећава. Овај ефекат, који је открио француски пољопривредни инжењер Максимилијен Рингелман (1861–1931), приказује обрнути однос који постоји између величине групе и величине појединачног доприноса чланова групе извршењу задатка. Током проучавања односа између губитка процеса (тј. смањења ефективности или ефикасности ) и продуктивности групе, Рингелман (1913) је открио да то што чланови групе раде заједно на задатку (нпр. надвлачење конопца) заправо резултира знатно мањим напором него када поједини чланови раде сами. Рингелман је открио да како се све више људи прикључује групи, она често постаје све неефикаснија, на крају потирући идеју да напори групе и учешће тима поуздано воде повецћаном напору појединачних чланова. 

## Узроци
Према Рингелману (1913), групе не успевају да остваре свој пуни потенцијал јер различити међуљудски процеси умањују укупну способност групе. Наиме, два различита процеса су идентификована као потенцијални извори смањене продуктивности група: губитак мотивације и проблеми с координацијом.

### Губитак мотивације
Губитак мотивације, или друштвено забушавање, како је иначе познато, је смањење уложеног индивидуалног напора уоченог када људи раде у групама у поређењу са тим када раде сами (Вилијамс, Харкин и Латане, 1981). Према Рингелману (1913), чланови групе имају тенденцију да се ослањају на своје колеге или чланове да пруже жељени напор потребан за јавни задатак. Иако чланови групе, када су упитани, углавном верују да доприносе својим максималним потенцијалом, докази указују на то да чланови показују забушавање чак и када нису свесни да то чине (Карау и Вилијамс, 1993). Да би се смањио ниво друштвеног забушавања у групи, у литератури о друштвеној олакшици појавило се неколико „решења“. Избор ових решења је следећи:
- Повећати препознатљивост: Када се људи осећају као да се њихове појединачне идеје или резултати могу идентификовати (нпр. подлежу процени), мотивисани су да уложе већи напор у групни задатак (Харкинс и Џексон, 1985).[5] То је зато што људи постају забринути због тога што их други вреднују (схатање процене) када је задатак једноставан и индивидуалистички, што заузврат повећава продуктивност кроз друштвено олакшавање. По истом принципу, уколико задатак омогућава члановима групе да буду анонимни (то јест, остану у позадини групних интеракција и доприносе на неистакнуте начине), они осећају мањи притисак због тога што их други процењују, што доводи до друштвеног забушавања и смањења продуктивности на групном задатку (Форсајт, 2006).[6]
- Минимизовати „шлепање“: Појединци који показују друштвено забушавање обично не успевају да допринесу стандарду, јер верују да ће други надокнадити њихову немарност. Због тога би се требало потрудити да се појединачни чланови осећају као да су незаменљиви делови групе. Повећавајући перцепцију важности личних улога у групи, чланови теже да раде више на постизању циљева групе (Кер и Брун, 1983).[7] Сличан ефекат се такође може постићи смањењем величине групе, јер како се величина групе смањује, улога сваког члана у тој групи постаје све виталнија, па је и мање могућности за забушавање (Форсајт, 2006).
- Поставити циљеве: Према Харкинсу и Шимајском (1989), групе које успостављају јасне, експлицитне циљеве, теже да надмаше групе које су своје циљеве изгубиле из вида.[8] Верује се да постављање недвосмислених циљева стимулише низ процеса за унапређење производње, укључујући повећану посвећеност групи, темељно планирање и праћење квалитета групног рада и побољшани напор (Велдон, Џен и Прадан, 1991).[9] Сличан ефекат се може постићи и смањењем величине групе, јер како се величина групе смањује, улога сваког члана у тој групи постаје све виталнија, па је тако и мање могућности за забушавање (Форсајт, 2006). Поред јасноће, важно је да циљеви групе буду изазовни. То је зато што лаки задаци не захтевају да их група доврши и на тај начин пружа могућност члановима да забушавају, док постизање изазовних циљева захтева пуну сарадњу свих чланова група (Форсајт, 2006). На пример, није неопходно да група одговори на питање „колико је 2 + 2“, а ако је група створена да би то урадила, само један члан би морао да ради. Супротно томе, група би могла бити неопходна за обављање интегралних задатака из математике, јер је овај циљ очигледно изазовнији и захтева допринос свих чланова (Форсајт, 2006).
- Повећати укљученост: Друга опција за смањење друштвеног забушавања је једноставно повећати укљученост чланова групе у задатак или циљ који је постављен. То се може постићи претварањем задатка у пријатељско надметање између чланова групе или додавањем награда или казне задатку, зависно од учинка групе у целини (Форсајт, 2006). На сличан начин, забушавање се такође може спречити убеђивањем појединачних чланова групе да је задати циљ важан, али да њихове колеге нису мотивисане да га постигну, у процесу који се назива социјална компензација (Форсајт, 2006).Хокеј на леду је пример активности где је координација пресудна за ефикасно извршење.

### Губитак координације
Када се појединци окупе у групе како би извршили задатак, њихов учинак зависи од њихових индивидуалних ресурса (нпр. талената, вештина, напора) и различитих међуљудских процеса који делују у групи. Чак и ако чланови групе поседују способности и стручност потребне за извршавање додељеног задатка, можда неће успети да продуктивно координишу своје напоре. На пример, љубитељи хокеја могу осећати да одређени тим има најбоље шансе за победу само зато што је цео тим састављен од играчких звезда. Међутим, у стварности, ако чланови тима не буду могли да ефикасно синхронизују своје акције током игре, укупни учинак тима ће вероватно подбацити. Према Штајнеру (1972), проблеми у координацији између чланова групе зависе од захтева задатака које треба извршити.  Ако је задатак јединствен (тј. не може се поделити на подзадатке за појединачне чланове), захтева максимизацију учинка да би био успешан (тј. висока стопа количине производње) и захтева међузависност чланова да би се добио групни производ, потенцијални учинак групе се ослања на способности чланова да се међусобно координирају.